# 南宁城墙
南宁城墙，位于中国廣西壯族自治區南宁市。南宁城墙于1916年拆除西北段，1956年基本拆除完毕。南宁古城墙现残余45米。另外，2005年在邕江大桥北岸东侧残存墙基上复建一段墙体，总长度约112米。2007年，南宁古城墙列为南宁市重点文物保护单位。

## 历史
南宁城墙，始建于唐代，当时为土墙。宋代，于今址处另筑新城，之后历代均有修缮。1916年，西北段城墙开始拆除，至1956年，南宁古墙大部分被拆除。2005年，对古城墙进行全面维修，并复建部分墙体，维修后的城墙总长112米，高约12米。

## 建筑
南宁城墙有6个城门，分别为东门、南门、西门（苍西门）、北门（迎恩门）、安寨门、镇江门。城内面积4.5平方公里。现存的古城墙，城墙位于邕江一桥北端东侧，长约45米。